# Rui Carneiro
Rui Carneiro (Pombal, 20 de agosto de 1906 — Brasília, 20 de julho de 1977) foi um político brasileiro.
Filho de João Vieira Carneiro e Maria Carvalho Carneiro, teve dez irmãos entre eles Janduhy Carneiro que foi deputado federal por inúmeros mandatos.

## Estudos
Iniciou seus estudos em sua cidade natal e depois em Catolé do Rocha, passando por Cajazeiras e por fim terminando seus estudos em João Pessoa, no Lyceu Paraibano. Prestou vestibular no curso de direito na Faculdade de Direito do Recife, sendo diplomado em 1927, mas antes de concluir o curso de direito, terminara o curso de jornalismo.
Através do jornalismo, Rui Carneiro passa a dirigir o jornal paraibano "Correio da Manhã". Tornou-se o passaporte para conhecer diversos intelectuais do estado.

## Política
Rui simpatiza com a Aliança Liberal, e engaja-se na campanha para eleger a chapa Getúlio Vargas - João Pessoa e antes disso, apoia o então governador do estado, João Pessoa Cavalcanti, contra a famosa Revolta de Princesa. Com a morte de João Pessoa, é deflagrada a Revolução de 1930 e Rui participa diretamente do movimento com José Américo de Almeida como ajudante de ordens do tenente Juracy Magalhães e marcha até a Bahia, com o movimento vitorioso que colocara Getúlio no poder.
Em 1931, Rui Carneiro muda-se para a capital da república, Rio de Janeiro, onde torna-se chefe de gabinete do ministro de viação e obras a convite de José Américo de Almeida. Depois de um tempo, Rui consegue um trabalho no Banco do Brasil através de um amigo até 1934, quando candidata-se a deputado federal, não logrando êxito porém assume suplência. Volta a trabalhar no banco.
No ano de 1940 a fim de substituir o interventor Argemiro de Figueiredo, Getúlio convoca Rui Carneiro para assumir o governo do estado. Rui governou até setembro de 1945, realizando inúmeras obras importantes e colocou a Polícia Militar do estado na defesa do litoral paraibano contra uma possível invasão das Forças do Eixo na Segunda Guerra Mundial, sendo condecorado pelo marechal Mascarenhas de Morais.
Nas eleições de 1950 foi eleito pela primeira vez senador pelo PSD, ficando no cargo por mais 26 anos até a sua morte, fato inédito na história da Paraíba. Após o golpe de 1964 filiou-se ao MDB e não teve seus direitos políticos cassados. Em todas as suas campanhas usava o mote: Forte é o povo.

## Publicações
- Carneiro, Rui. Alice Carneiro. Imagem da Mulher Paraibana a Serviço das Grandes Causas Sociais. Brasília, Senado Federal, 1977. 117 P.
- Relembrando um Inesquecível. Brasília, Senado Federal, 1976. 24 P.